# Strike (série)

A série Strike se refere a uma sequência de jogos criados por Mike Posehn, John Patrick Manley e Tony Barnes, e lançados entre 1991 e 1997 pela Electronic Arts para várias plataformas diferentes.
Trata-se de batalhas com um helicóptero vistas de uma perspectiva isométrica.

## Jogos
| Título                            | Lançamento                           | Plataformas |
| --------------------------------- | ------------------------------------ | --- |
| Desert Strike: Return to the Gulf | 1992, 1993, 1994, 1995, 2002, 2006   | Amiga, MS DOS, Macintosh, Master System, Atari Lynx, Game Gear, Game Boy, Game Boy Advance, Genesis/Mega Drive, SNES, PSP |
| Jungle Strike                     | 1993, 2006                           | Amiga, MS DOS, Game Gear, Game Boy, Mega Drive/Genesis, SNES, Amiga CD32, PSP                                             |
| Urban Strike                      | 1994, 1996                           | Mega Drive/Genesis, SNES, Game Gear, Game Boy                                                                             |
| Soviet Strike                     | 1996, 1997, September 14, 2010 (PSN) | PlayStation, PlayStation Network, Sega Saturn                                                                             |
| Nuclear Strike                    | 1997, 1999, October 10, 2009 (PSN)   | Nintendo 64, PC, PlayStation, PlayStation Network                                                                         |